# Индомалайская зона

Индомалайская зона на карте мира

Индомалайская зона — биогеографический регион, к которому относятся Южная и Юго-Восточная Азия. Делится на Малайскую и Индийскую подобласти.
Индомалайская зона была выделена Альфредом Уоллесом, она состоит из следующих подобластей:
- Малайская подобласть;
- Зондская подобласть;
- Индийская и Индокитайская подобласти;
- Филиппинская подобласть;
- Целебесская подобласть;
- Папуасская подобласть.[источник не указан 2415 дней]

В Индомалайской зоне преобладают лесные животные. Здесь появились такие виды, как пальмы и домашняя курица, и проживает около 1900 видов птиц, в том числе почти все фазановые, семь из девяти самых древних видов пауков листифиид. В этой зоне живут панды, шерстокрылы, тупайи, орангутаны, гиббоны, носачи, лангуры, все, кроме одного, виды макак, гавиалы, большеголовые черепахи, калимантанский безухий варан, щитохвостые змеи, бородавчатые змеи, волки, медведи, олени, дикобразы, антилопы, панголины, гиены, носороги, слоны, хамелеоны, веслоногие лягушки.
С 1970-х годов тропические леса Индомалайской зоны подверглись преобразованиям из-за развития сельского хозяйства в регионе. Пять процентов площади земель в этой зоне были превращены в пахотные земли за 1950—1990 годы, что вызвало потерю естественной среды обитания для множества видов.